# مات موريس (لاعب كرة قاعدة)
مات موريس (بالإنجليزية: Matt Morris)‏ هو لاعب كرة قاعدة أمريكي، ولد في 9 أغسطس 1974 في ميدلتاون في الولايات المتحدة.

## وصلات خارجية
- مات موريس على موقع دوري كرة القاعدة الرئيسي (الإنجليزية)
- مات موريس على موقعبيزبول رفرنس.كوم (الدوري الرئيسي) (الإنجليزية)
- مات موريس على موقع إي إس بي إن.كوم (أم.أل.بي) (الإنجليزية)
- مات موريس على موقع مشجعي الرسوم البيانية (الإنجليزية)